# اریچه
اریچه (به ایتالیایی: Erice) یک کومونه و زیستگاه انسانی در ایتالیا است که در استان تراپانی واقع شده‌است.

## خصوصیات
اریچه ۴۷ کیلومترمربع مساحت و ۲۸٬۸۸۰ نفر جمعیت دارد و ۷۵۱ متر بالاتر از سطح دریا واقع شده‌است.

## نگارخانه

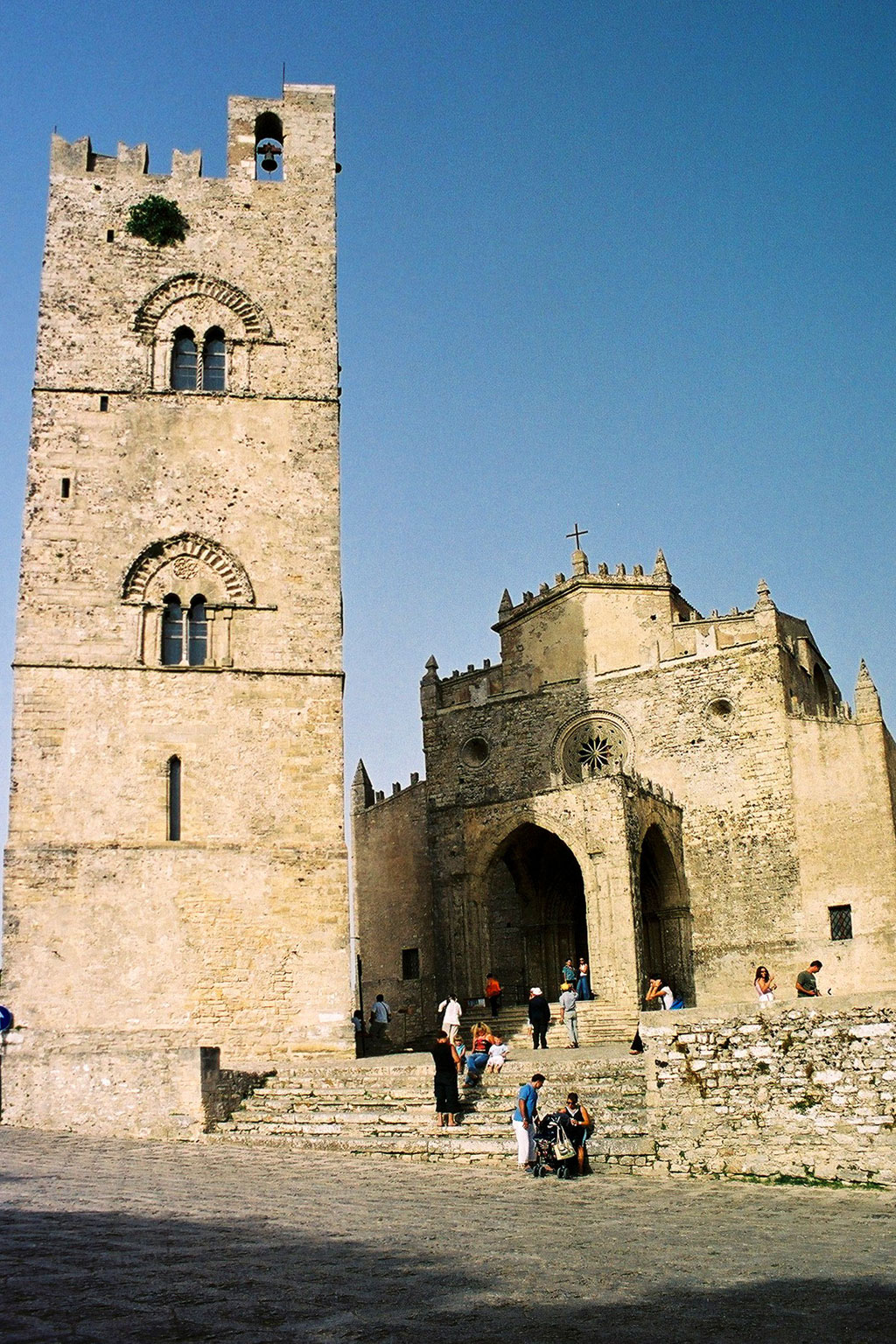
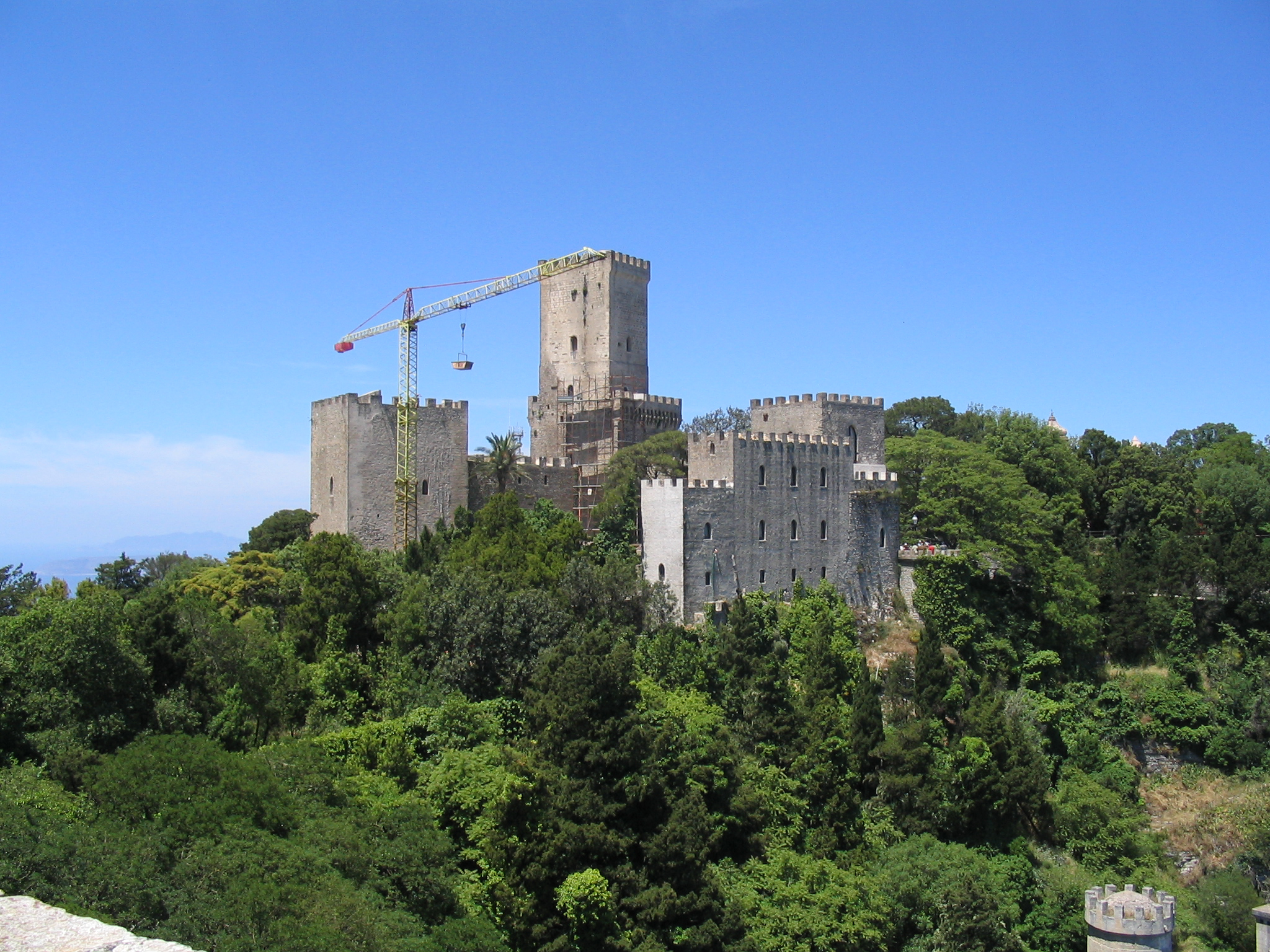
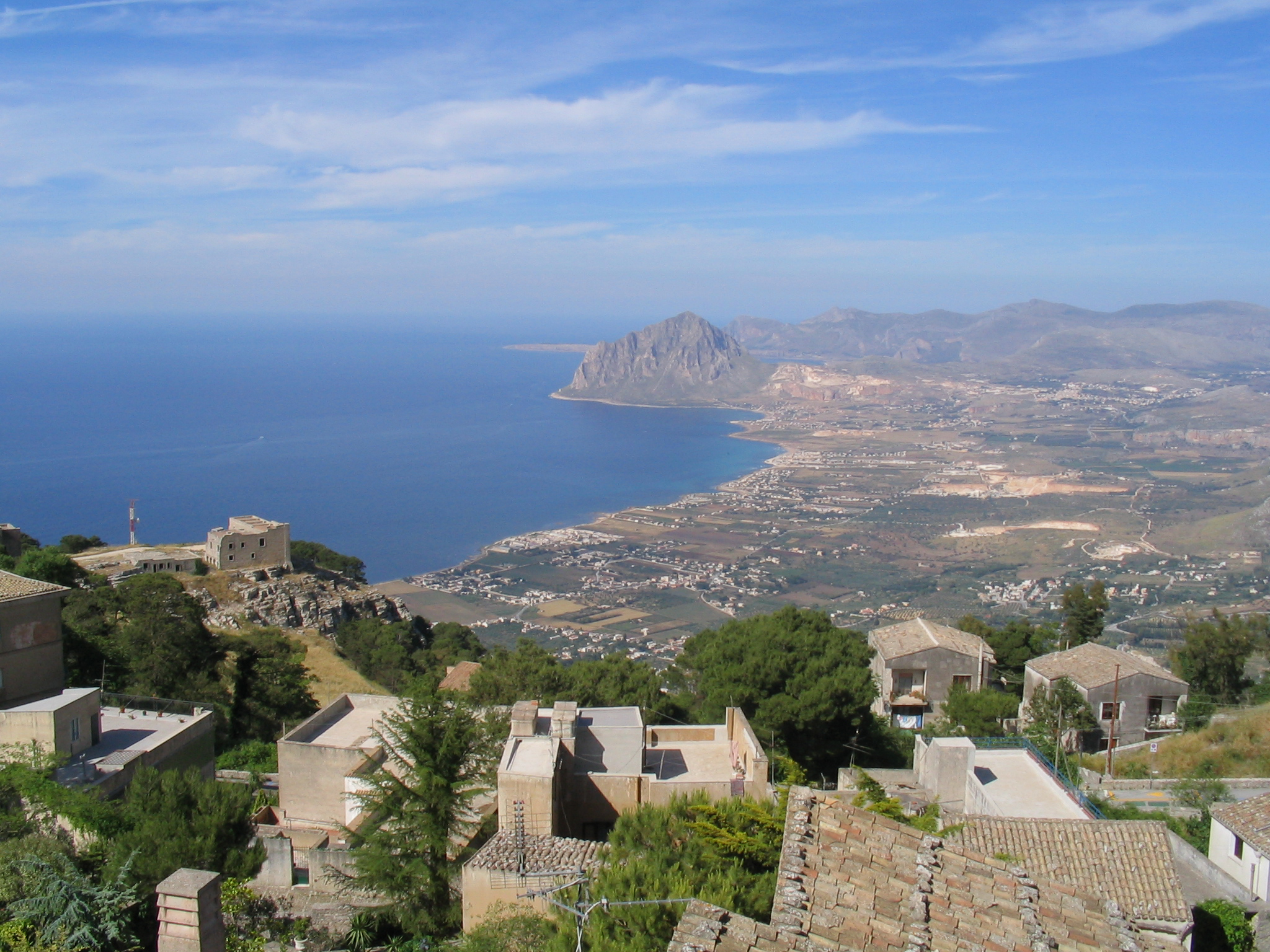
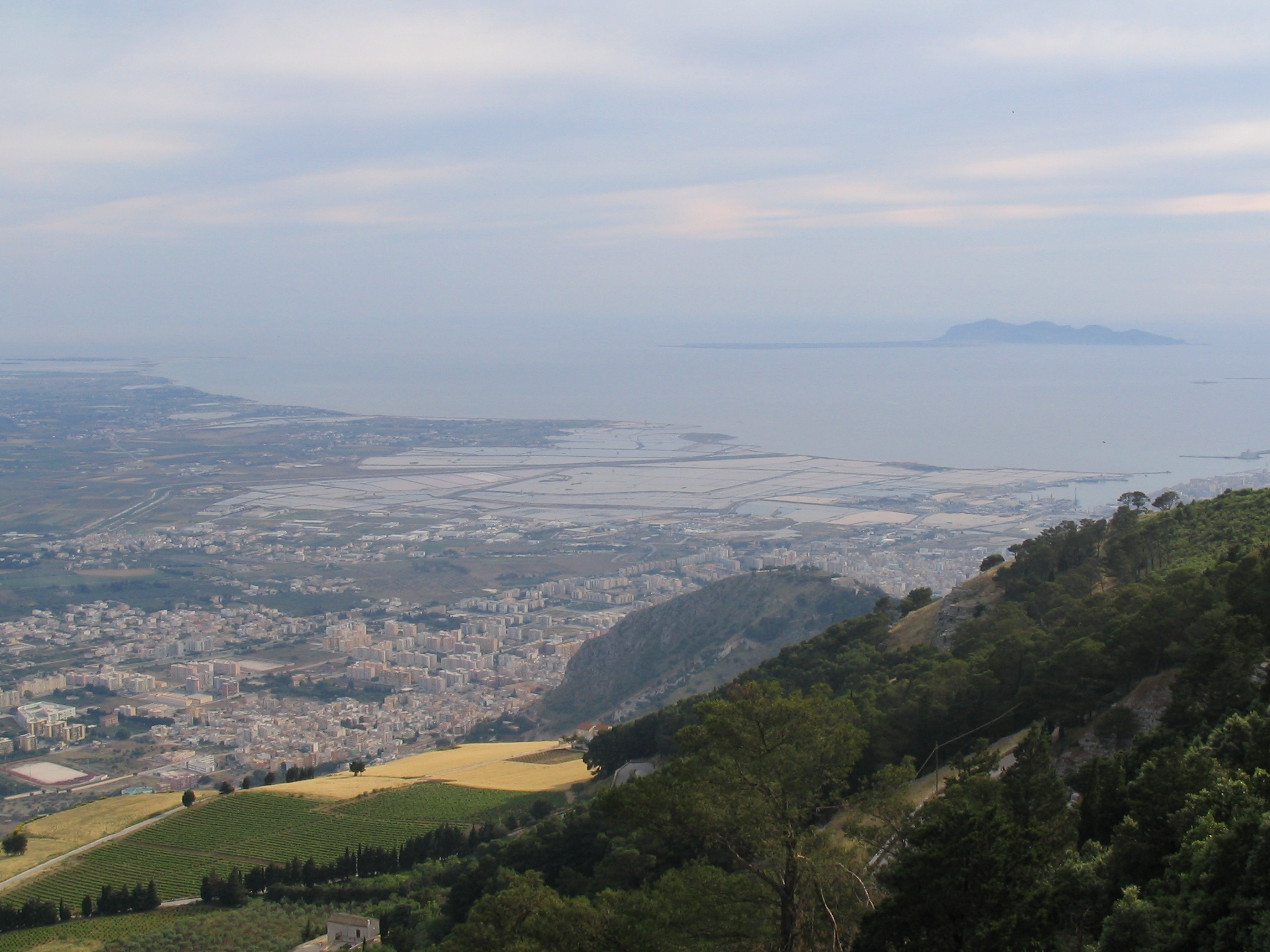
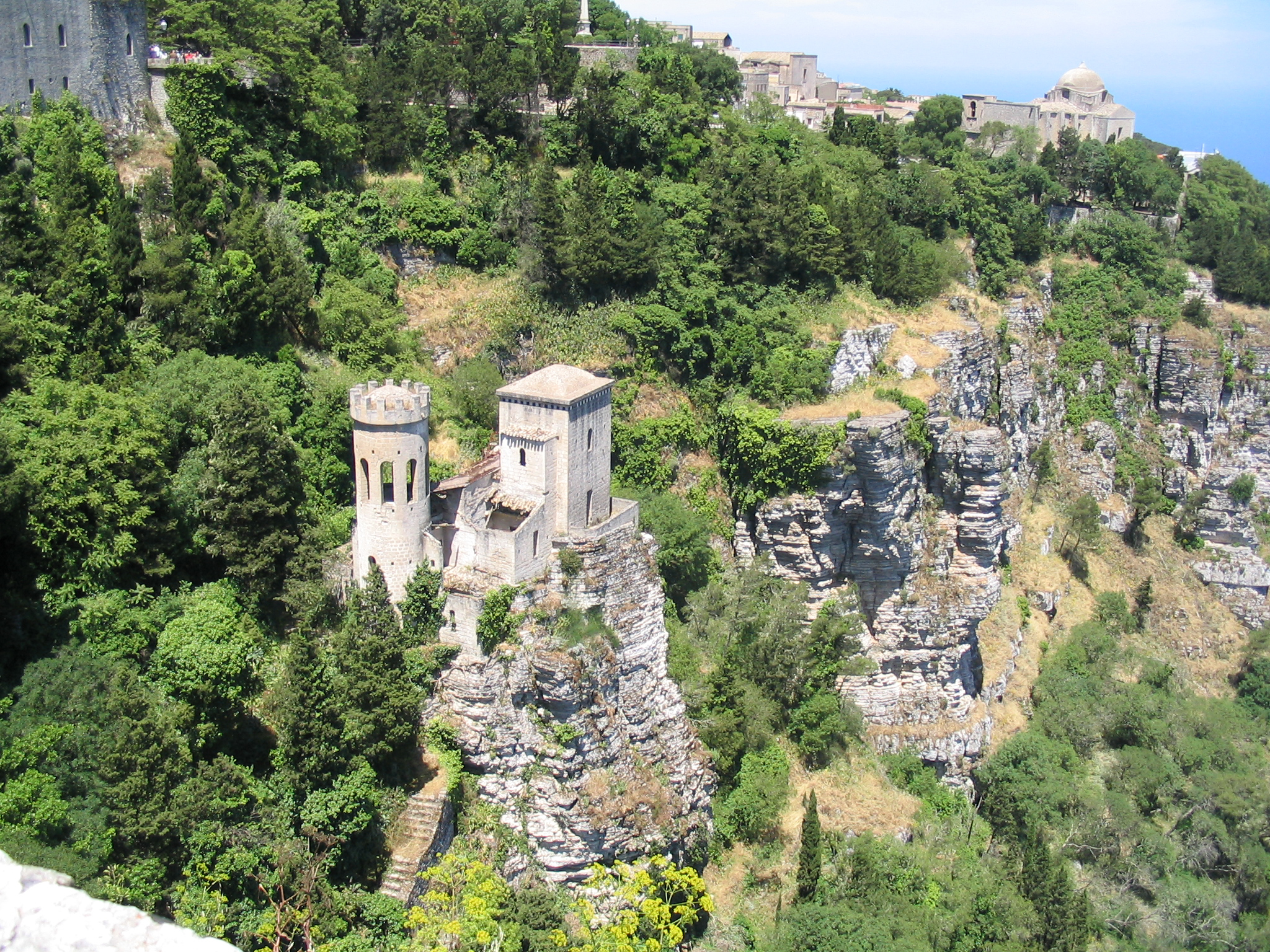
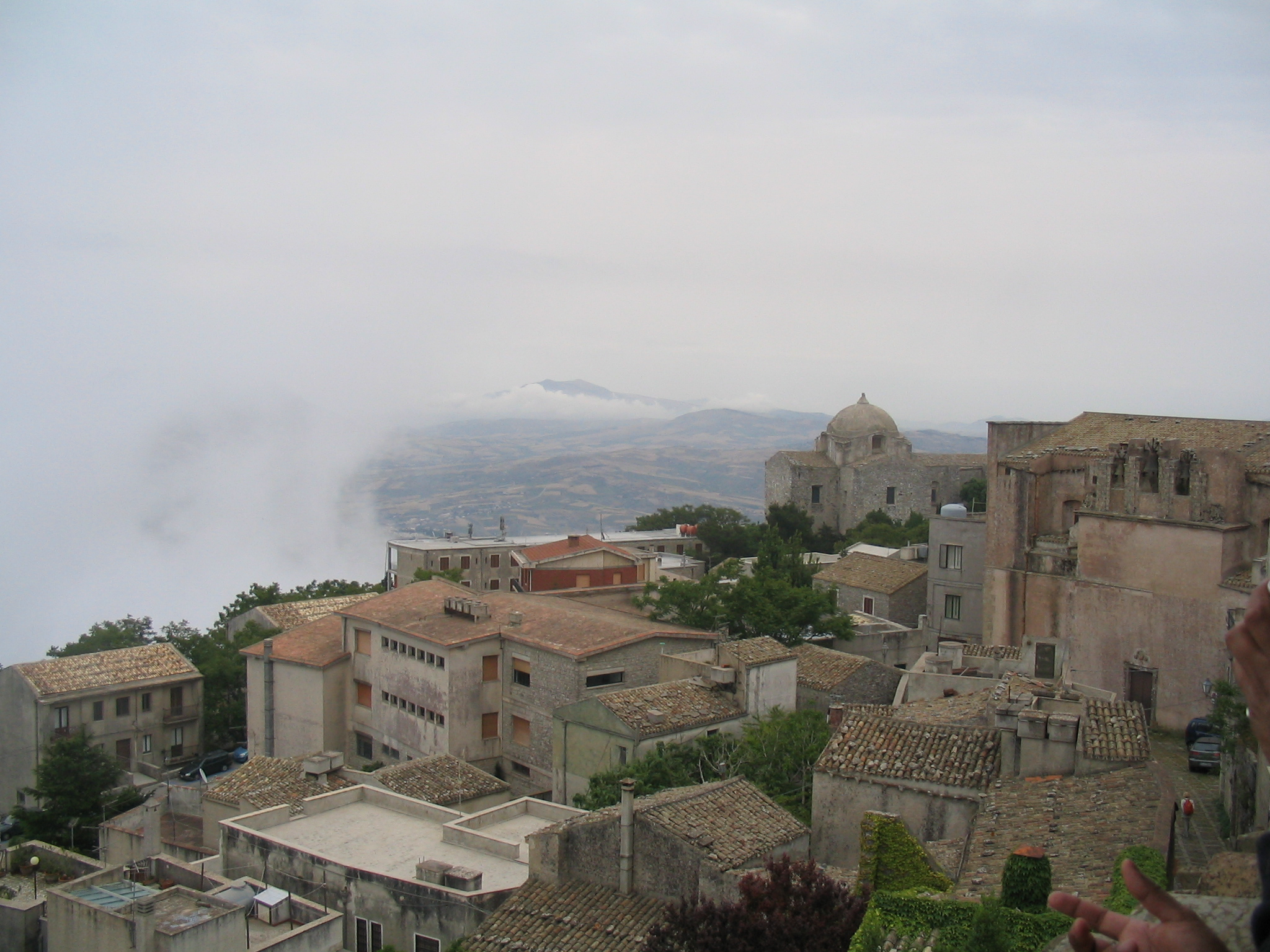
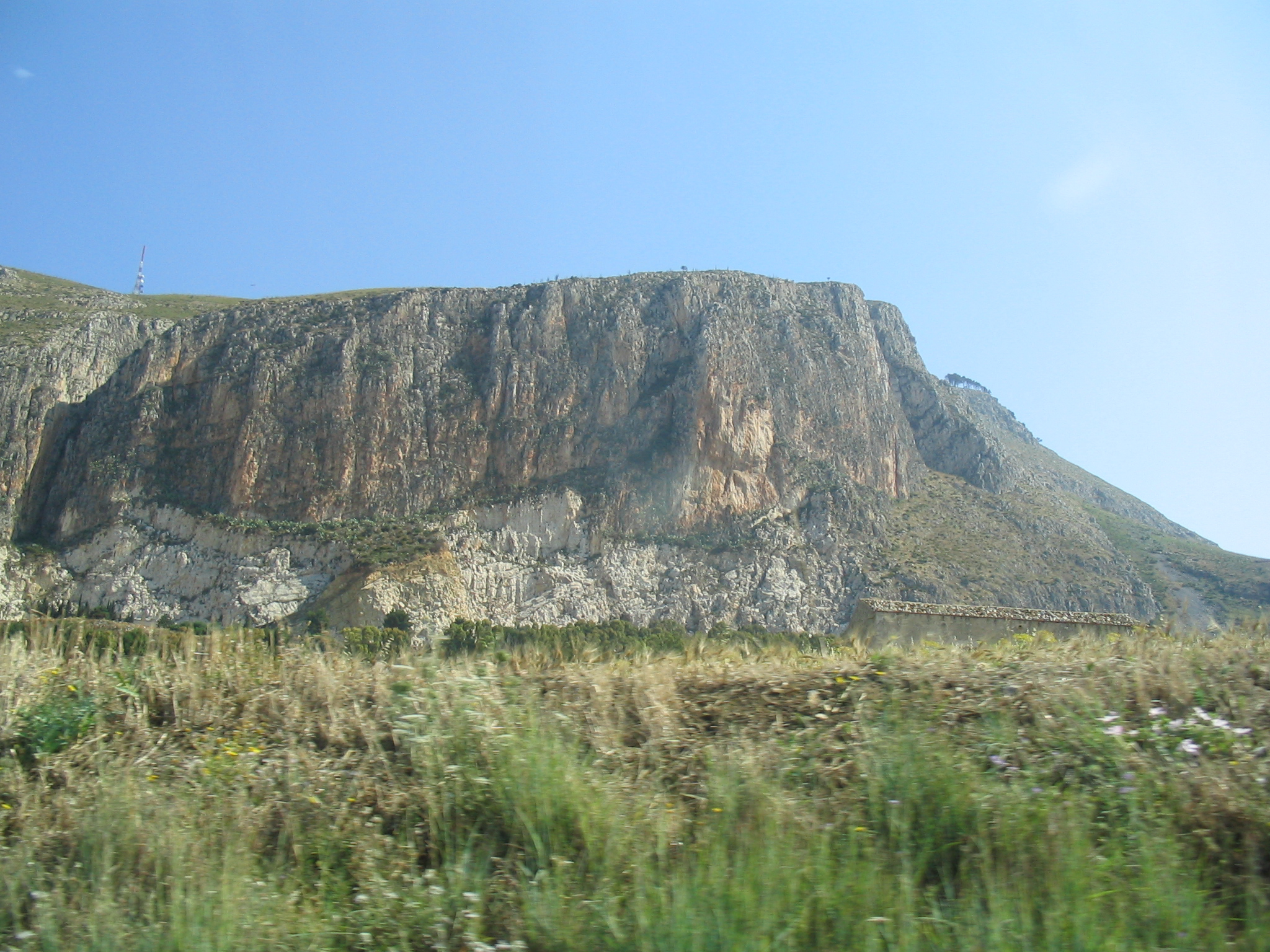
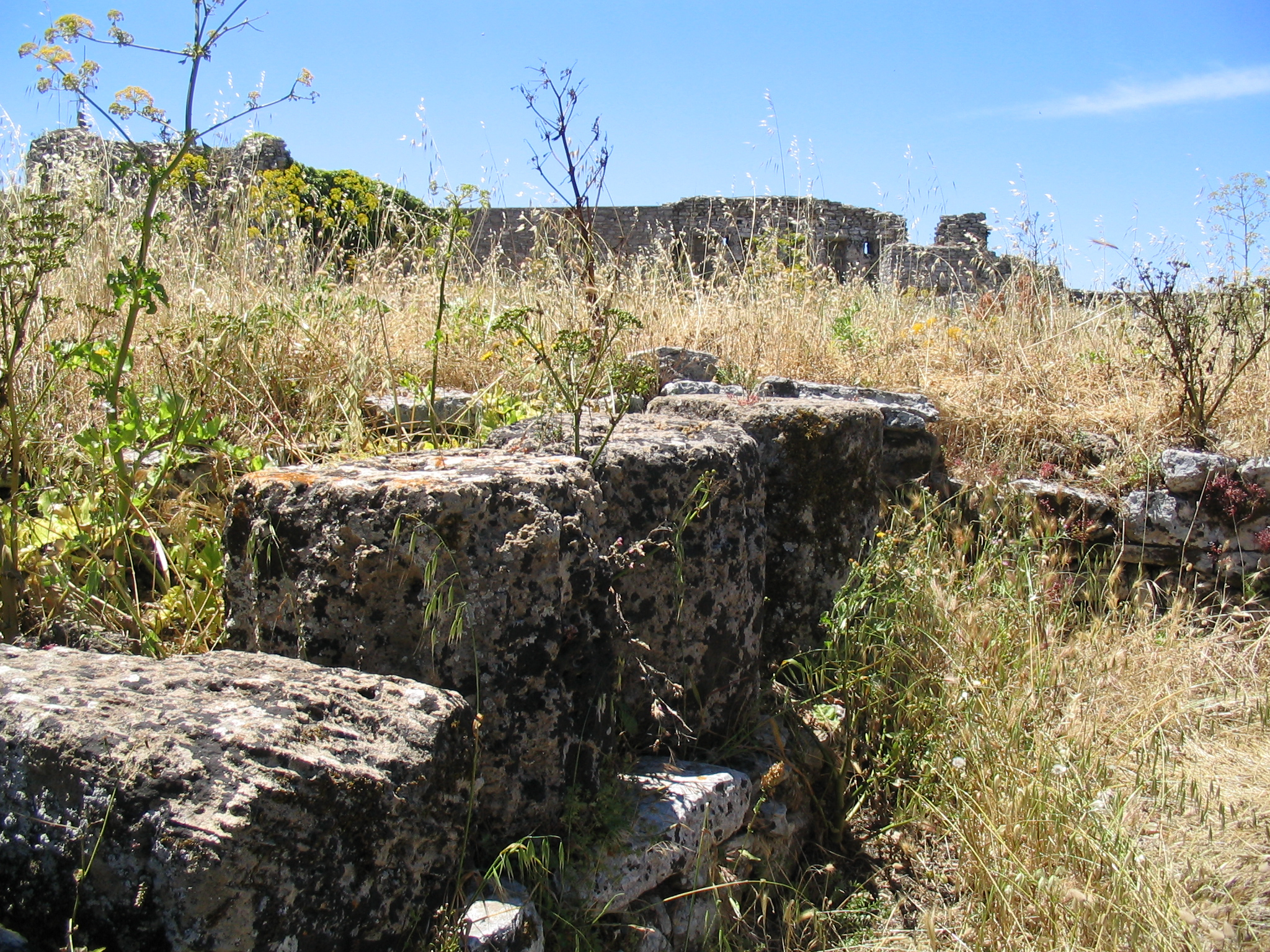
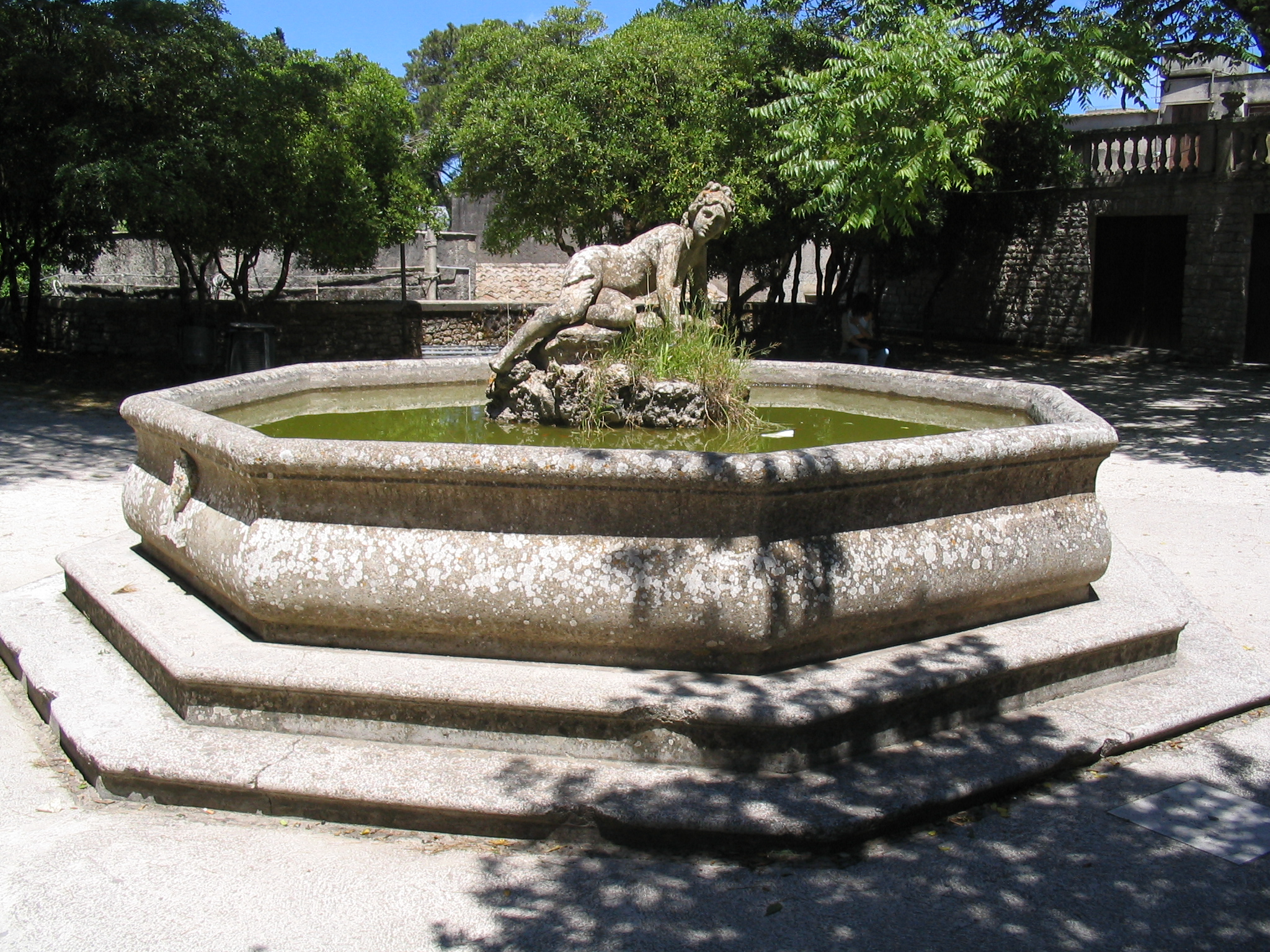
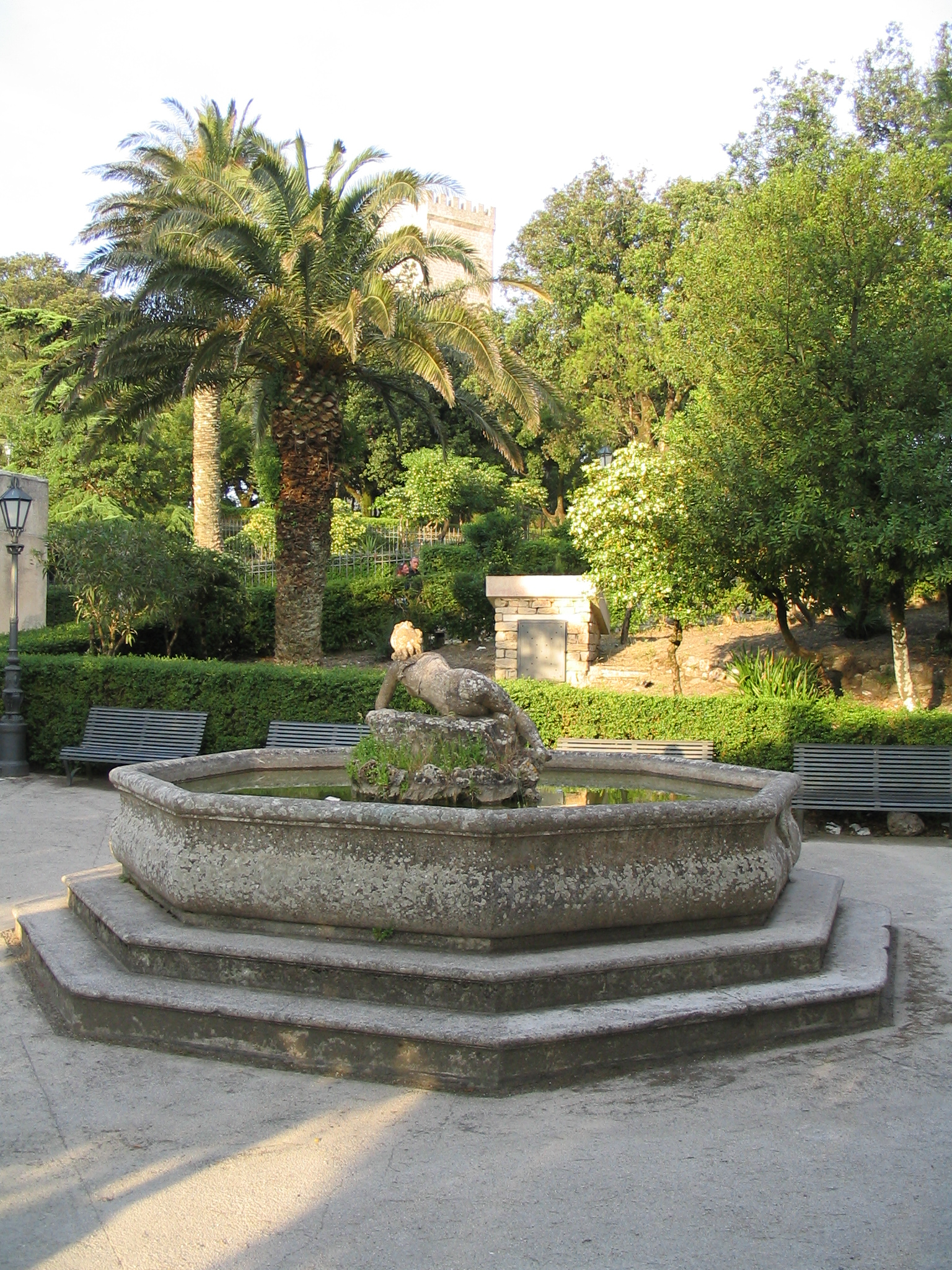
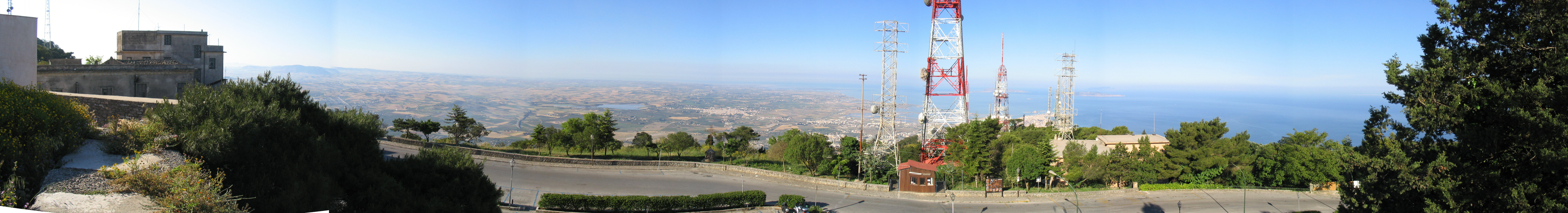
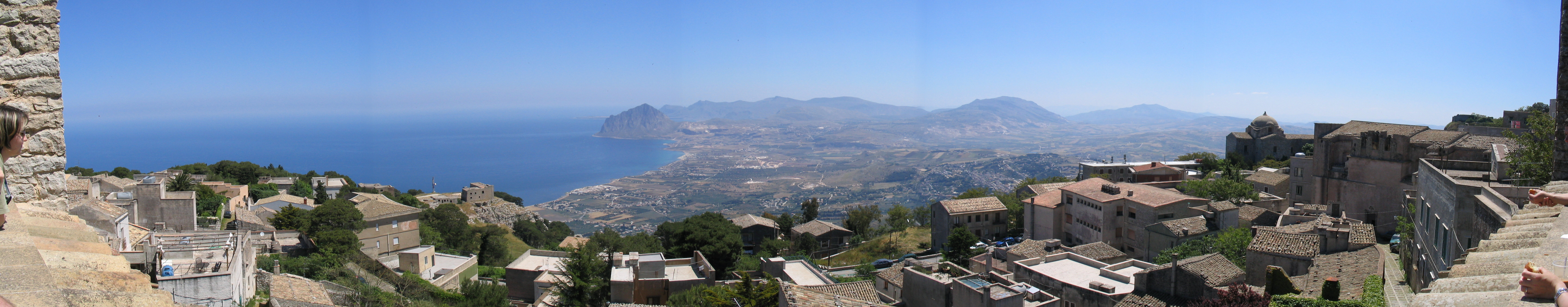
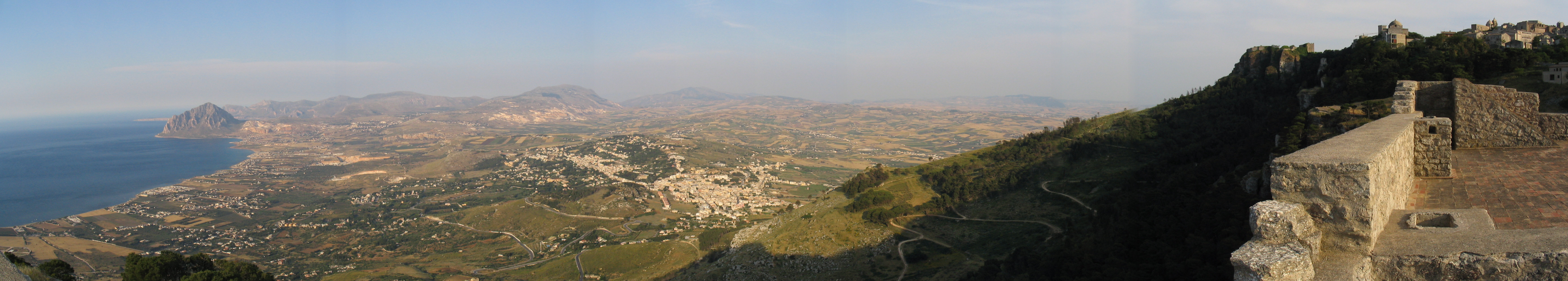
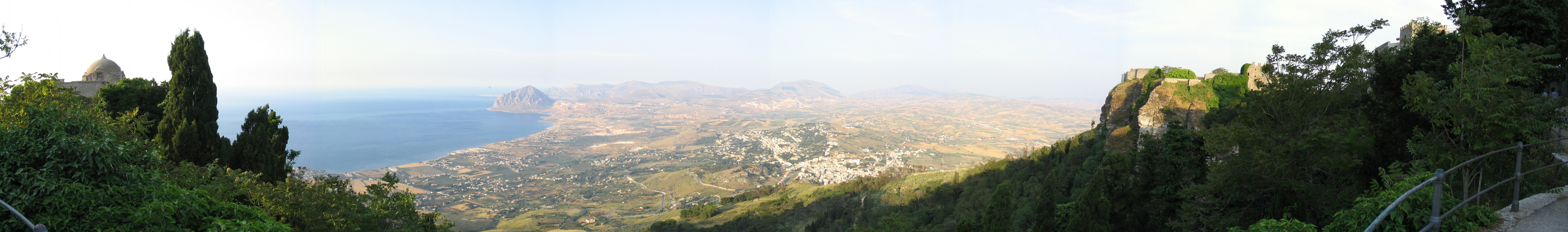
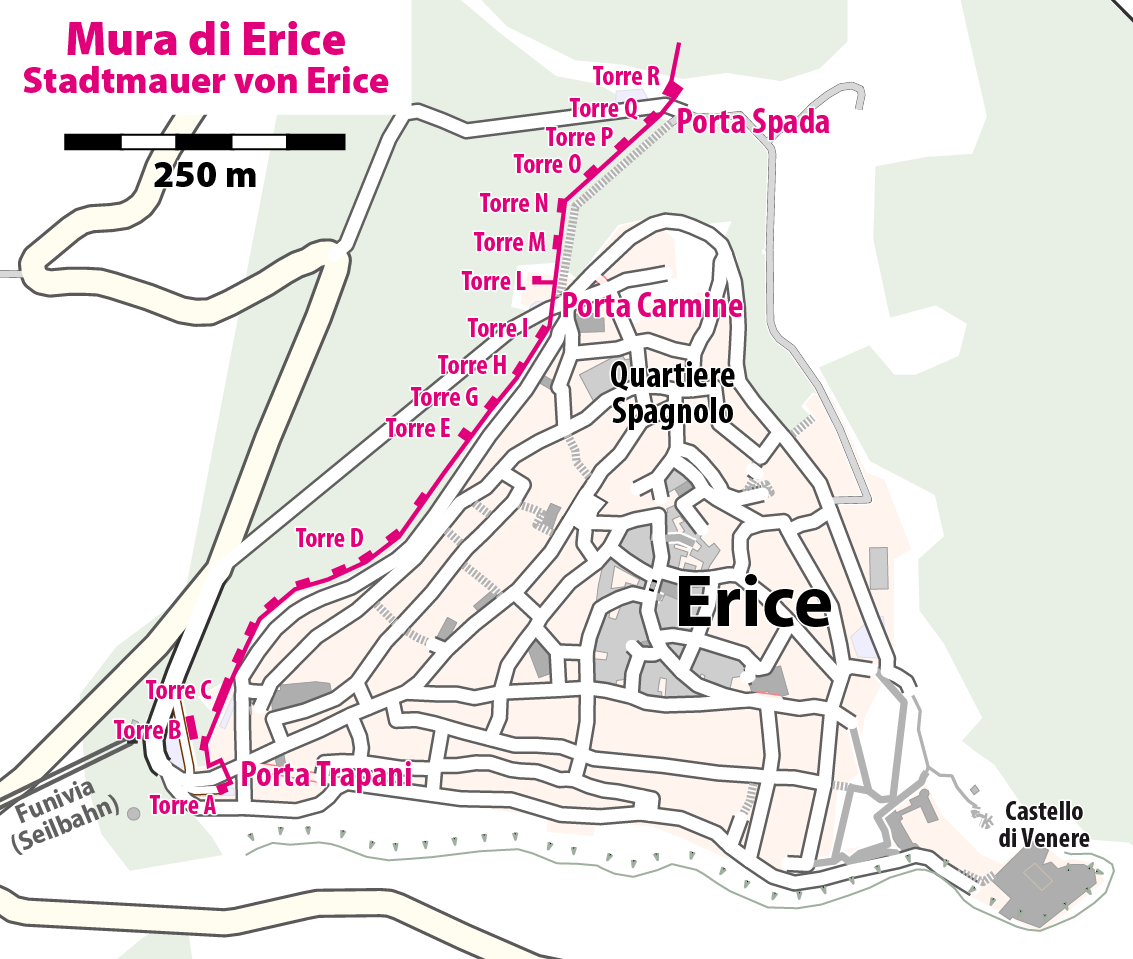